# حوذان سرديني
الحوذان السرديني نوع نباتي يتبع جنس الحوذان من الفصيلة الحوذانية.
موطنه الأصلي مناطق غرب أوروبا وسمي نسبة إلى جزيرة سردينيا الإيطالية.